# Родничный Дол
Родничный Дол — село в Переволоцком районе Оренбургской области. Административный центр Родничнодольского сельсовета.

## География
Село находится на берегу реки Ключи, к югу от автодороги Р224, на расстоянии 27 км к юго-востоку от посёлка Переволоцкий, административного центра района.

### Часовой пояс
Село Родничный Дол, как и вся Оренбургская область, находится в часовой зоне МСК+2. Смещение применяемого времени относительно UTC составляет +5:00.

## История
В 1966 году указом Президиума Верховного Совета РСФСР посёлку центральной усадьбы совхоза «Сыртинский» присвоено наименование село Родничный Дол.

## Население
| 2010 |
| ---- |
| 1006 |

## Улицы
| - ул. Берёзовая, - ул. Восточная, - ул. Заречная, - ул. Лесная, - ул. Молодёжная, | - ул. Набережная, - ул. Нагорная, - ул. Промышленная, - ул. Просторная, - ул. Светлая, | - ул. Степная, - ул. Строителей, - ул. Центральная, - ул. Школьная. |